# Zacarías Bonnat
Zacarías Bonnat Michel (Bayaguana, 27 de fevereiro de 1996) é um halterofilista dominicana, medalhista olímpico.

## Carreira
Bonnat conquistou a medalha de prata nos Jogos Olímpicos de Verão de 2020 em Tóquio, após levantar 367 kg na categoria masculina para pessoas com até 81 kg.